# Амур-2010
ФК «Аму́р-2010» — российский футбольный клуб из города Благовещенска. Основан в 2010 году. В 2011 году клуб прошёл лицензирование, выступал в восточной зоне второго дивизиона. Сезон 2012/2013 клуб завершил на четвёртом месте, что стало лучшим показателем команды за всю её историю. Расформирован в 2014 году по причине прекращения спонсирования компании Петропавловск.

## Цвета клуба
| Чёрный | Золотой |

## Стадион
Стадион расположен в западной части города на улице Ленина. Построен в 1974 году. В 2009 году на стадионе была произведена реконструкция. Вместительность составляет 13 500 зрителей.

## Статистика выступлений
По состоянию на конец сезона 2012/13
| Сезон   | Лига                            | Чемпионат | Чемпионат | Чемпионат | Чемпионат | Чемпионат | Чемпионат | Чемпионат | Кубок    | Кубок         | Примечания           |
| Сезон   | Лига                            | Место     | И         | В         | Н         | П         | РМ        | Очки      | Розыгрыш | Стадия        | Примечания           |
| ------- | ------------------------------- | --------- | --------- | --------- | --------- | --------- | --------- | --------- | -------- | ------------- | -------------------- |
| 2010    | ЛФЛ России, зона Дальний Восток | 5         | 12        | 4         | 2         | 6         | 13—18     | 14        | 2010/11  | не участвовал | Получил лицензию ПФЛ |
| 2011/12 | Второй дивизион, зона «Восток»  | 11        | 36        | 9         | 11        | 16        | 30—45     | 38        | 2011/12  | 1/256         |                      |
| 2012/13 | Второй дивизион, зона «Восток»  | 4         | 30        | 15        | 10        | 5         | 50—21     | 55        | 2012/13  | 1/32          |                      |
| 2013/14 | Второй дивизион, зона «Восток»  | 4         | 24        | 11        | 5         | 8         | 30—24     | 38        | 2013/14  | 1/128         |                      |

## Главные тренеры
- Семёнов, Михаил Николаевич (2011—2012)
- Березин, Сергей Иванович (2012—2013)
- Путинцев, Михаил Николаевич / Шкилов, Евгений Владимирович (?) (2013—2014)